# Nullastproef
De nullastproef wordt uitgevoerd om de nullastverliezen van een transformator of elektromotor te bepalen.

## Transformator
Bij de nullastproef wordt de secundaire zijde van de transformator niet belast. De primaire zijde wordt op de nominale spanning gebracht. Bij de transformator zijn de ijzerverliezen de nullastverliezen.
Op de meetinstrumenten is af te lezen:
- V-meter = nominale spanning UN
- W-meter = ijzerverliezen Pfe
- A-meter = nullaststroom I0

## Berekening
Uit de meetgegevens van de nullastproef kan de ijzerverliesstroom Ife en de magnetiseringsstroom Im afgeleid worden:
{\displaystyle P_{W}=U*I_{0}*cos(\phi )}
{\displaystyle {\vec {I_{0}}}={\vec {I_{fe}}}+{\vec {I_{m}}}}
{\displaystyle I_{fe}=I_{0}\,\cos \phi ={\frac {P_{fe}}{U_{N}}}}
{\displaystyle I_{m}=I_{0}\,\sin \phi ={\sqrt {I_{0}^{2}-I_{fe}^{2}}}}
Uit de ijzerverliesstroom en de magnetiseringsstroom kan vervolgens de ijzerweerstand Rfe (fictieve weerstand waarin de dissipatie van de ijzerverliezen plaatsvindt) en de reactantie Xm van de kern worden berekend:
{\displaystyle R_{fe}={\frac {U_{N}}{I_{fe}}}={\frac {U_{N}^{2}}{P_{fe}}}}
{\displaystyle X_{m}={\frac {U_{N}}{I_{m}}}}

## Elektromotor
Bij de nullastproef wordt de motor onbelast aangesloten op de nominale spanning. De gemeten nullastverliezen van de elektromotor zijn de ijzerverliezen samen met de ventilatie- en wrijvingsverliezen. Door een asynchrone draaistroommotor synchroon aan te drijven worden de ventilatie- en wrijvingsverliezen door de aandrijfmotor geleverd, en meten we alleen nog de ijzerverliezen.